# Benik Afobe
Benik Tunani Afobe (Ashford, Kent, Anglia, 1993. február 12. –) angol korosztályos  labdarúgó, aki jelenleg a Kongói DK és a Al-Dhafra csapatában játszik csatárként. Az Arsenal tartalék csapatában 16 éves korában mutatkozott be és 13 meccsen 11 gólt szerzett. 2010 februárjában írta alá első profi szerződését az Ágyúsokkal. Tagja volt annak az U17-es angol válogatottnak, mely 2010 májusában megnyerte a 2010-es U17-es Eb-t.

## Pályafutása

### Klubcsapatokban
Afobe kezdetben egy Eclipse FC nevű dagenhami amatőr csapatban játszott, itt figyelt fel rá az Arsenal egyik játékosmegfigyelője hatéves korában. 2001. május 1-jén lett hivatalosan is az Arsenal akadémiájának a tagja. A 2007–08-as idényben 40 gólt szerzett az U16-os csapatban. A következő idényben átkerült az U18-asok közé, ahol 13 mérkőzésen 11 alkalommal volt eredményes, míg a 2009–10-es szezonban 24 meccsen 21 gólig jutott, ekkor az év legjobb ifijátékosának járó díjat is megkapta a londoniaktól. 2010 februárjában az Arsenal egy profi szerződéssel tette biztossá a maradását, miután a hírek szerint a Barcelona szívesen leigazolta volna. A The Guardian az egyik cikkében gyorsnak és erőteljesnek nevezte, valamint azt írta róla, hogy egyre többen tekintenek rá úgy, mint a labdarúgás következő nagy sztárjára.
2010. november 2-án kölcsönben a West Yorkshire-i Huddersfield Townhoz szerződött, 2010 decemberéig. Már az első napon bemutatkozott, a Sheffield Wednesday ellen, a Hillsborough Stadiumban. A meccs után a Huddersfield akkori menedzsere, Lee Clark dicsérte Afobét, mondván, egy újabb remek növendéke az Arsenal méltán híres akadémiájának. Első profi góljait egy Rotherham United elleni Football League Trophy-meccsen szerezte. Előbb egy pontos fejesből, majd lövésből is eredményes volt, így alaposan kivéve a részét csapata 5–2-es idegenbeli győzelméből. Jó teljesítménye miatt kölcsönszerződését meghosszabbította a klub. Miután Anthony Pilkington lábtörést szenvedett, Afobe állandó tagja lett a csapat kezdőjének és többször is a mérkőzés legjobbjának választották. Összesen öt bajnoki gólt szerzett és nagy szerepe volt abban, hogy a Huddersfield decemberi kezdettel egy 24 mérkőzésen át tartó veretlenségi sorozatot produkált. A csapat a feljutásért vívott rájátszásba is bejutott, de a döntőben kikapott. Afobe minden sorozatot egybevéve 32 meccsen játszott, 8 gólt szerzett és 10 gólpasszt adott.
Az Arsenal felnőtt csapatában 2011 nyarán mutatkozott be, az Emirates-kupában, az amerikai New York Red Bulls ellen. A hetedik percben lépett pályára a sérült Jack Wilshere helyett, de később ő is ágyéksérülést szenvedett, így a 74. percben Andrej Arsavin váltotta. Felépülése után egy Manchester United elleni 2–1-re megnyert tartalék bajnokin tért vissza, de 22 percnyi játék után ismét megsérült és hat hónapig nem játszhatott. 2012. február 21-én góllal tért vissza a Norwich City tartalékai ellen. Az 5–0-ra megnyert találkozón csereként lépett pályára és egy büntetőt is kihagyott. Március 22-én a szezon végéig kölcsönvette a Reading. Ott mindössze három bajnokin kapott lehetőséget és nem szerzett gólt, de tagja volt annak a csapatnak, mely bajnok lett a másodosztályban.
2012. augusztus 3-án a Championshipben szereplő Bolton Wanderers az egész 2012–13-as idényre kölcsönvette Afobét. Másnap be is mutatkozott a csapatban, egy Portsmouth ellen 3–0-ra elveszített barátságos meccsen. Augusztus 7-én újabb barátságos meccsen lépett pályára, a Tranmere Rovers elleni és mesterhármasával 3–1-es győzelemhez segítette a Boltont. Tétmeccsen augusztus 18-án kapott először lehetőséget, amikor a második félidőben csereként váltotta Kevin Daviest, a Burnley ellen 2–0-ra elveszített bajnokin. Két újabb cserekénti pályára lépés után augusztus 28-án a Crawley Town elleni Ligakupa-meccsen kezdőként kapott lehetőséget és gólt is szerzett. Első bajnoki gólját október 23-án szerezte, a Wolverhampton Wanderers ellen, a találkozó 2–2-vel ért véget. 2013. január 31-én a Bolton idő előtt felbontotta a kölcsönszerződését, így visszatért az Arsenalhoz.
2013. február 8-án kölcsönvette a Millwall. A megállapodás szerint az idény végéig maradt volna, de egy súlyos térdsérülés miatt mindössze egy hónap után vissza kellett térnie az Arsenalhoz és meg is kellett operálni a térdét.

### A válogatottban
Afobe csapatkapitányként szerepelt abban az U12-es angol csapatban, mely részt vett a junior világbajnokságon Franciaországban, 2005-ben.
2008-ban az U16-os angol válogatottal megnyerte a Victory Shieldet, három mérkőzésen négy gólt szerzett, ugyanúgy, mint korábban Michael Owen. Tagja volt annak az U17-es csapatnak is, mely megnyerte a 2010-es U17-es Európa-bajnokságot. A The Guardian sportblogján a mezőny egyik legjobbjának nevezték. 2010 augusztusában az U19-es válogatottba is behívót kapott. Afobe a 2011-es U20-as vb-n is ott lett volna, de az Arsenal magával vitte a nyári, németországi edzőtáborozására, így neve lekerült a nevezettek listájáról. 2011 augusztusában behívót kapott U21-es angol válogatottba, hogy helyettesítse a sérült Danny Welbecket, de ő is megsérült, így bemutatkozására csak 2012-ben került sor.

## Magánélete
Az Afobe család 1990-ben költözött át Kongóból az Egyesült Királyságba. Benik Leytonban született, iskolai tanulmányait pedig Dagenhamben végezte. Két lány- és egy fiútestvére van.

## Sikerei, díjai

### Klubcsapatokban
Arsenal
- Premier Academy League: 2009–10[34]

 Milton Keynes Dons
- Angol harmadosztály ezüstérmes: 2014–15[35]

 Wolverhampton Wanderers
- Angol másodosztály bajnok: 2017–18

 Trabzonspor
- Török szuperkupa-győztes: 2020[36]

### A válogatottban
Anglia U17
- U17-es labdarúgó-Európa-bajnokság-győztes: 2010[37]

### Egyéni
- U17-es labdarúgó-Európa-bajnokság a torna csapata: 2010[38]

## Statisztikái

### Klubcsapatokban
| Klub                                | Szezon         | Liga           | Liga            | Liga  | FA-kupa         | FA-kupa | Angol Ligakupa  | Angol Ligakupa | Egyéb           | Egyéb | Összesen        | Összesen |
| Klub                                | Szezon         | Bajnokság      | Pályára lépések | Gólok | Pályára lépések | Gólok   | Pályára lépések | Gólok          | Pályára lépések | Gólok | Pályára lépések | Gólok    |
| ----------------------------------- | -------------- | -------------- | --------------- | ----- | --------------- | ------- | --------------- | -------------- | --------------- | ----- | --------------- | -------- |
| Arsenal                             | 2009–10        | Premier League | 0               | 0     | 0               | 0       | 0               | 0              | 0               | 0     | 0               | 0        |
| Huddersfield Town (kölcsönben)      | 2010–11        | League One     | 28              | 5     | 3               | 1       | 0               | 0              | 4               | 2     | 35              | 8        |
| Reading (kölcsönbe)                 | 2011–12        | Championship   | 3               | 0     | 0               | 0       | 0               | 0              | —               | —     | 3               | 0        |
| Bolton Wanderers (kölcsönbe)        | 2012–13        | Championship   | 20              | 2     | 2               | 0       | 1               | 1              | —               | —     | 23              | 3        |
| Millwall (kölcsönbe)                | 2012–13        | Championship   | 5               | 0     | 0               | 0       | 0               | 0              | —               | —     | 5               | 0        |
| Sheffield Wednesday (kölcsönbe)     | 2013–14        | Championship   | 12              | 2     | 1               | 0       | 0               | 0              | —               | —     | 13              | 2        |
| Milton Keynes Dons (kölcsönbe)      | 2014–15        | League One     | 22              | 10    | 3               | 2       | 4               | 6              | 1               | 1     | 30              | 19       |
| Wolverhampton Wanderers             | 2014–15        | Championship   | 21              | 13    | 0               | 0       | 0               | 0              | —               | —     | 21              | 13       |
| Wolverhampton Wanderers             | 2015–16        | Championship   | 25              | 9     | 0               | 0       | 2               | 1              | —               | —     | 27              | 10       |
| Wolverhampton Wanderers             | Összesen       | Összesen       | 46              | 22    | 0               | 0       | 2               | 1              | 0               | 0     | 48              | 23       |
| Bournemouth                         | 2015–16        | Premier League | 15              | 4     | 0               | 0       | 0               | 0              | —               | —     | 15              | 4        |
| Bournemouth                         | 2016–17        | Premier League | 31              | 6     | 0               | 0       | 2               | 0              | —               | —     | 33              | 6        |
| Bournemouth                         | 2017–18        | Premier League | 17              | 0     | 2               | 0       | 3               | 1              | —               | —     | 22              | 1        |
| Bournemouth                         | Összesen       | Összesen       | 63              | 10    | 2               | 0       | 5               | 1              | —               | —     | 70              | 11       |
| Wolverhampton Wanderers (kölcsönbe) | 2017–18        | Championship   | 16              | 6     | 0               | 0       | 0               | 0              | —               | —     | 16              | 6        |
| Stoke City                          | 2018–19        | Championship   | 44              | 8     | 2               | 0       | 2               | 1              | —               | —     | 48              | 9        |
| Teljes karrier                      | Teljes karrier | Teljes karrier | 259             | 65    | 13              | 3       | 14              | 10             | 5               | 3     | 291             | 81       |

1. ↑  Egy pályára lépése és két gólja Football League Trophy, három pályára lépése a Football League One rájátszásban
2. ↑  Pályára lépése  Football League Trophy-n

### A válogatottban
Legutóbb frissítve: 2024. augusztus 7-én
| Kongói Demokratikus Köztársaság | Kongói Demokratikus Köztársaság | Kongói Demokratikus Köztársaság |
| Év                              | Mérk.                           | Gólok                           |
| ------------------------------- | ------------------------------- | ------------------------------- |
| 2017                            | 2                               | 1                               |
| 2018                            | 4                               | 0                               |
| Összesen                        | 6                               | 1                               |